# Charles Pascal Joffrion
Charles Pascal Joffrion est un homme politique français né le 15 avril 1770 à La Châtaigneraie (Vendée) et décédé le 23 novembre 1849 à Fontenay-le-Comte (Vendée).
Médecin, il est député de la Vendée de 1822 à 1827, siégeant dans la majorité soutenant le ministère Villèle.

## Sources
- « Charles Pascal Joffrion », dans Adolphe Robert et Gaston Cougny, Dictionnaire des parlementaires français, Edgar Bourloton, 1889-1891 [détail de l’édition]